# Claes Axel Lewenhaupt
Claes Axel Lewenhaupt, född 2 december 1757, död 13 februari 1808, var en svensk greve, militär, fideikommissarie och riksdagsledamot.
Lewenhaupt blev kornett 1775, löjtnant 1778 och kapten 1782. Han var kapten och regementskvartermästare vid lätta livdragonregementet fram till 1789 då han begärde avsked. Under 1789 års riksdag gjorde han sig känd som en av kungens starka opponenter. Han avskedades under pågående riksdag. I samband med att kungens kritiker bland adeln arresterades hörde Lewenhaupt till en av de modigaste kritikerna i att stå fast vid sina ståndpunkter. Vid riksdagen 1792 var han medlem av hemliga utskottet och vid 1800 års riksdag av bevillingsutskottet, och övergick då som flera andra av de gamla oppositionsmännen till regeringens sida.
Claes Axel Lewenhaupt var son till Mauritz Casimir Lewenhaupt och Ulrika Charlotta Lewenhaupt. Han ärvde 1782 fideikommisset Claestorp i Östra Vingåkers socken efter sin fasters man, riksrådet Claes Stromberg. Året därpå gifte han sig på Stockholms slott med hovfröken och friherrinnan Marianne Eleonora Koskull (1765–1823). Deras son var Mauritz Axel Lewenhaupt. Claes Axel Lewenhaupt är begraven i Stromberg-Lewenhauptska gravkoret i Östra Vingåkers kyrka.